# Fort Bravo
Fort Bravo (títol original en anglès Escape from Fort Bravo) és una pel·lícula estatunidenca dirigida per John Sturges i estrenada l'any 1953.
Ha estat doblada al català.

## Argument
Durant la Guerra de Secessió, Fort Bravo s'ha convertit en un camp de presoners confederats. Per la seva ubicació allunyada i als bel·licosos apatxes que es troben a la zona, és molt difícil escapar. Tot i així, els presoners que ho van intentar van ser capturats pel comandant Roper (William Holden), un home implacable. Un grup de presoners desenvolupa un pla per poder escapar-se. Aconsegueixen portar al fort a una atractiva dona del sud, Carla Forester (Eleanor Parker), que haurà de distreure l'atenció del comandant. Al principi tot indica que el pla tindrà èxit, però el comandant no adopta l'actitud adequada respecte a la dona, per la qual cosa les seves relacions es ressenten.

## Crítica
Especialitzat en cinema d'acció, el sòlid realitzador John Sturges va brillar particularment en l'àmbit del western, al qual va aportar títols com Duel de titans, L'últim tren de Gun Hill, Els set magnífics i fins i tot pel·lícules al llindar del gènere, com Conspiració de silenci o la paròdia La batalla dels turons del whisky.
Fort Bravo n'és un altre exemple, dirigit abans dels seus títols més coneguts. Emmarcada en el clàssic conflicte entre unionistes i confederats, la pel·lícula planteja un doble front de lluita entre aquests bàndols i també contra els indis. Sturges va fer una feina competent i professional, però sense l'impecable vigor dels seus millors títols. Hi destaca el clímax finals i la feina dels actors, encapçalats per dos dels ídols sexuals de l'època -William Holden i Eleanor Parker- i John Forsythe, el futur patriarca de Dinastia.	

## Repartiment
- William Holden: Capità Roper
- Eleanor Parker: Carla Forester
- John Forsythe: Capità John Marsh
- William Demarest: Campbell
- William Campbell: Caporal Young
- Polly Bergen: Alice Owens
- Richard Anderson: Tinent Beecher
- Carl Benton Reid: Coronel Owens
- John Lupton: Bailey